# Crassula vestita
Crassula vestita är en fetbladsväxtart som beskrevs av Carl Peter Thunberg. Crassula vestita ingår i släktet krassulor, och familjen fetbladsväxter. Inga underarter finns listade i Catalogue of Life.